# جيك جيويل
جيك جيويل (بالإنجليزية: Jake Jewell)‏ هو لاعب كرة قاعدة أمريكي، ولد في 16 مايو 1993 في نورمان في الولايات المتحدة.

## وصلات خارجية
- جيك جيويل على موقع دوري كرة القاعدة الرئيسي (الإنجليزية)
- جيك جيويل على موقعبيزبول رفرنس.كوم (الدوري الرئيسي) (الإنجليزية)
- جيك جيويل على موقعبيزبول رفرنس.كوم (الدوري الثانوي) (الإنجليزية)
- جيك جيويل على موقع إي إس بي إن.كوم (أم.أل.بي) (الإنجليزية)
- جيك جيويل على موقع مشجعي الرسوم البيانية (الإنجليزية)